# Francisco Villarroel

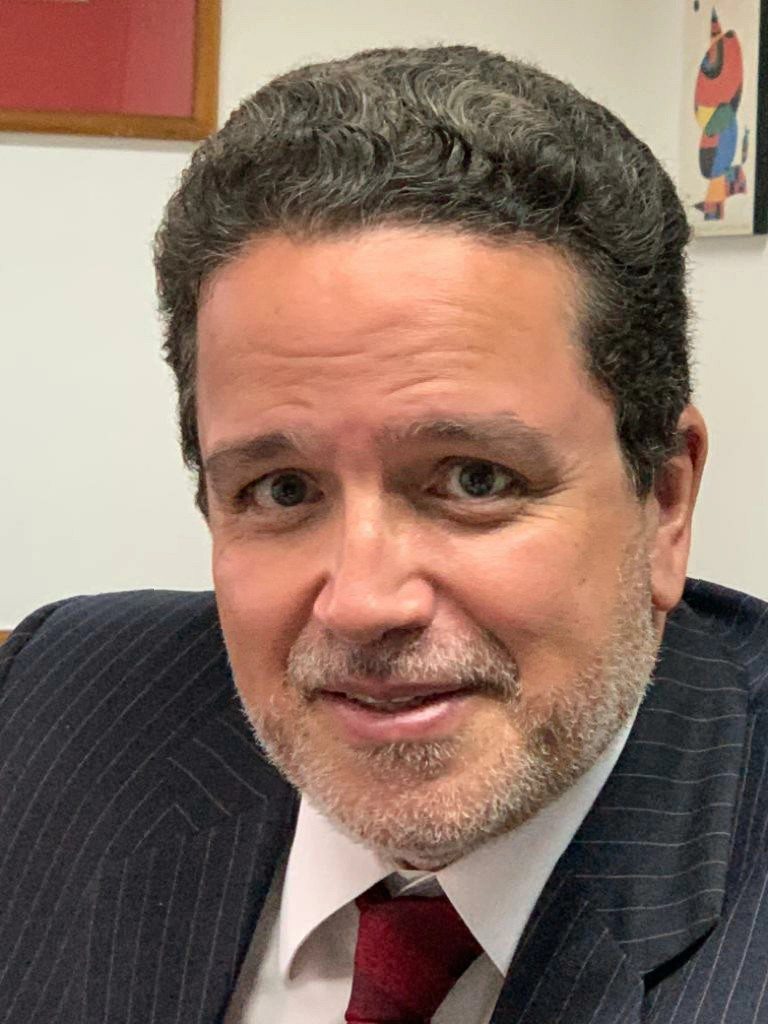
Francisco Villarroel

Francisco Villarroel (* 5. Mai 1965 in Caracas) ist ein venezolanischer Anwalt, Schriftsteller, Drehbuchautor und Filmproduzent, der vor allem durch den Film Zwei Herbste in Paris aus dem Jahr 2019 bekannt ist, der die Verfilmung seines gleichnamigen Romans aus dem Jahr 2007 darstellt.

## Leben
Francisco Villarroel wurde 1965 in Caracas geboren. Er schloss sein Studium als Rechtsanwalt an der Santa Maria University ab und absolvierte Postgraduierten- und Masterstudien in Frankreich und Malta. Er ist Doktor und emeritierter Professor an der Caribbean Maritime University. Mehr als dreißig (30) Jahre lang widmete er sich der Rechtspraxis und der Universitätsausbildung und veröffentlichte Bücher über Seerecht und internationales Recht. Von 2007 bis 2013 war er Präsident der „Venezolanischen Vereinigung für Seerecht“ und wurde als Vollmitglied des International Maritime Committee ausgezeichnet.
2007 veröffentlichte er seinen ersten Roman, der 2019 verfilmt wurde, Zwei Herbste in Paris, gefolgt von seinem zweiten Roman Tango Bar, der 2018 veröffentlicht wurde.